# Haftung (Steuerrecht)
Haftung im deutschen Steuerrecht bedeutet das Einstehen mit dem eigenen Vermögen für eine fremde Steuerschuld. Es handelt sich dabei um einen öffentlich-rechtlichen Anspruch, für den die Regelungen des Steuerschuldrechts gelten. Die Haftung kann sich auf das gesamte Vermögen des Schuldners erstrecken oder auf einzelne Vermögensgegenstände beschränkt sein (dingliche Haftung). Schuldhaftes Handeln ist nur erforderlich, wenn dies in der jeweiligen Haftungsnorm (wie z. B. § 69, § 71 AO) als tatbestandliche Voraussetzung enthalten ist.

## Allgemeines
Die Haftungsschuld ist ein neben der eigentlichen Steuerschuld bestehender Anspruch aus dem Steuerschuldverhältnis. Haftungsschuldner kann jede natürliche und juristische Person sein, die den jeweiligen Haftungstatbestand erfüllt, Haftungsgläubiger ist das Finanzamt oder die Stadt/Gemeinde als Gläubiger der Steuerforderung, für die gehaftet werden soll.
Voraussetzung für die Haftung ist das Bestehen eines Anspruchs aus dem Steuerschuldverhältnis. Damit kommt eine Haftung nicht nur für Steuern, sondern auch für steuerliche Nebenleistungen wie Säumniszuschläge, Zinsen oder Verspätungszuschläge in Betracht. Keine Rolle spielt, ob dieser Anspruch durch Steuerbescheid festgesetzt wurde. Dies ist entbehrlich, wenn der Steuerschuldner Steuerpflichtige nicht mehr existent und eine Steuerfestsetzung aus diesem Grund nicht mehr möglich ist, z. B. nach Tod des Steuerschuldners, nach Löschung einer juristischen Person im Handelsregister.

## Haftungsbescheid
Die Haftungsinanspruchnahme ist eine Ermessensentscheidung der Behörde. Vor Inanspruchnahme muss sie als Haftungsgläubiger neben dem Vorliegen eines gesetzlichen Tatbestandes prüfen, ob sie einen in Frage kommenden Haftungsschuldner in Anspruch Haftung nehmen will (Entschließungsermessen) und bei mehreren möglichen Schuldnern, wen sie in Haftung nehmen will (Auswahlermessen). Zu diesem Zweck muss dem möglichen Haftungsschuldner vorab rechtliches Gehör gewährt werden. Soll gegen einen Rechtsanwalt, Patentanwalt, Notar, Steuerberater, Steuerbevollmächtigten, Wirtschaftsprüfer oder vereidigten Buchprüfer ein Haftungsbescheid wegen einer Handlung im Sinne des § 69 AO, die er in Ausübung seines Berufs vorgenommen hat, erlassen werden, gibt die Finanzbehörde der zuständigen Berufskammer Gelegenheit, die Gesichtspunkte vorzubringen, die von ihrem Standpunkt für die Entscheidung von Bedeutung sind, § 191 Abs. 2 AO. Kommt der Haftungsgläubiger zu dem Ergebnis, dass er den Schuldner in Haftung nehmen will, erlässt er einen Haftungsbescheid. Er wird nach den Regeln der „Bekanntgabe von Verwaltungsakten“ bekannt gegeben. Der Haftungsbescheid ist kein Steuerbescheid. Da es sich um eine Ermessensentscheidung handelt, muss das Ermessen zwingend spätestens bis zur Einspruchsentscheidung im Haftungsbescheid oder in der Einspruchsentscheidung begründet werden. Rechtsmittel ist der Einspruch bzw. nach erfolglosem Einspruchsverfahren die Anfechtungsklage beim Finanzgericht bzw. unabhängig davon der Antrag nach § 130 AO bei veränderten Umständen.
Haftungsschuldner und Steuerschuldner sind sogenannte „unechte“ Gesamtschuldner. Das bedeutet, dass das Finanzamt oder die Stadt/Gemeinde (Steuergläubiger) von jedem die Befriedigung seines Anspruches verlangen kann und die Tilgung der Steuer durch einen der Gesamtschuldner für alle Gesamtschuldner wirkt. Das führt dann zu internen zivilrechtlichen Ausgleichsansprüchen.
Drittwirkung des Steuerbescheids
Jeder Steuerbescheid wirkt an sich nur gegenüber seinem Inhaltsadressaten. Eine Ausnahme ist in § 166 AO enthalten, wonach der bestandskräftige Steuerbescheid auch gegenüber dem Haftungsschuldner bindend ist, wenn er kraft eigenen Rechts zur Anfechtung des Steuerbescheids durch Einspruch oder Klage befugt gewesen ist. Greift § 166 AO ein, so kann der Haftungsschuldner in seinem Einspruch gegen den Haftungsbescheid nicht geltend machen, dass der bestandskräftige Steuerbescheid falsch sei und die darin festgelegte Steuerschuld nicht oder nur in geringerem Umfang bestehe. Es greift also ein Einwendungausschluss ein.

## Erlöschen des Haftungsanspruchs
Der Haftungsanspruch erlischt, sobald die zugrunde liegende Steuerschuld erloschen ist. Dies ist der Fall bei vollständiger Zahlung oder bei Erlass des Anspruchs. Ebenso erlischt der Anspruch, wenn der zugrunde liegende Steueranspruch wegen Ablaufs der Verjährungsfrist nicht mehr festgesetzt werden kann oder wenn bei erfolgter Festsetzung Zahlungsverjährung eingetreten ist.
Der Haftungsanspruch erlischt gemäß § 47 AO ebenfalls durch Zahlung, Erlass oder Verjährung. Sowohl die Regeln über die Festsetzungsverjährung als auch die, über die Zahlungsverjährung sind auf den Haftungsanspruch anwendbar. Wurde die Steuer, für die gehaftet wird, noch nicht festgesetzt, endet die Verjährungsfrist gemäß § 191 AO nicht, bevor diese Steuer verjährt ist.

## Haftungstatbestände
Für die steuerliche Haftung kennen die Steuergesetze eine Vielzahl von Tatbeständen. Daneben kommt eine Haftung auch nach privatrechtlichen Vorschriften in Betracht. Sofern ein solcher außersteuerlicher Tatbestand verwirklicht ist, muss dieser nach den für die steuerlichen Haftungstatbestände geltenden Regeln geltend gemacht werden, insbesondere bedarf es auch hier des Erlasses eines Haftungsbescheides. Schließlich kann sich ein Dritter durch Vertrag verpflichten, für die Steuerschuld eines anderen einzutreten. In diesen Fällen richtet sich die Haftungsinanspruchnahme allein nach den Vorschriften des bürgerlichen Rechts, § 192 AO. Eine Durchsetzung durch den Haftungsbescheid und damit durch einen Verwaltungsakt wäre rechtswidrig.

### Steuergesetzliche Tatbestände
Diese Tabelle enthält viele der am 1. Januar 2009 in den Steuergesetzen genannten Haftungstatbestände.
| Rechtsgrundlage    | Inhalt                                                                                      |
| ------------------ | ------------------------------------------------------------------------------------------- |
| § 45 AO            | Haftung der Erben für Haftungsschulden des Erblassers                                       |
| § 69 AO            | Haftung des gesetzlichen Vertreters, Vermögensverwalters oder Verfügungsberechtigten        |
| § 70 AO            | Haftung des Vertretenen                                                                     |
| § 71 AO            | Haftung des Steuerhinterziehers und des Steuerhehlers                                       |
| § 73 AO            | Haftung der Organgesellschaft für die durch das Organschaftsverhältnis veranlassten Steuern |
| § 74 AO            | Haftung des Eigentümers von Gegenständen                                                    |
| § 75 AO            | Haftung des Betriebsübernehmers                                                             |
| § 76 AO            | Sachhaftung                                                                                 |
| § 10b Abs. 4 EStG  | Spendenhaftung                                                                              |
| § 42d EStG         | Haftung des Arbeitgebers für Lohnsteuern                                                    |
| § 44 Abs. 5 EStG   | Haftung des Schuldners von Kapitalerträgen für die Kapitalertragsteuer                      |
| § 45a Abs. 7 EStG  | Haftung des Ausstellers einer unrichtigen Steuerbescheinigung über Kapitalerträge           |
| § 48a Abs. 3 EStG  | Haftung des Leistungsempfängers bei zu wenig abgeführter Bauabzugsteuer                     |
| § 50a Abs. 5 EStG  | Haftung beim Steuerabzug für bestimmte Leistungen von beschränkt Steuerpflichtigen          |
| § 20 Abs. 3 ErbStG | Haftung des Nachlasses bis zur Auseinandersetzung für die Erbschaftsteuer der Erben         |
| § 13c UStG         | Haftung bei Abtretung, Verpfändung oder Pfändung von Forderungen                            |
| § 25d UStG         | Haftung für die schuldhaft nicht abgeführte Umsatzsteuer                                    |
| § 11 GrStG         | Haftung des Nießbrauchers und des Erwerbers für die Grundsteuer                             |
| § 12 GrStG         | Dingliche Haftung des Steuergegenstandes für die Grundsteuer                                |

### Zivilrechtliche Tatbestände
Diese Tabelle enthält zum 1. Januar 2009 gültige zivilrechtliche Haftungstatbestände, auf die sich die steuerliche Haftung beziehen kann.
| Rechtsgrundlage   | Inhalt                                                                                     |
| ----------------- | ------------------------------------------------------------------------------------------ |
| § 54 BGB          | Haftung der Mitglieder eines nicht rechtsfähigen eingetragenen Vereins                     |
| § 25 HGB          | Haftung des Erwerbers bei Fortführung der Firma                                            |
| § 27 HGB          | Haftung des Erben bei Fortführung der Firma                                                |
| § 28 HGB          | Haftung der neuen Gesellschaft bei Aufnahme eines Gesellschafters in ein Einzelunternehmen |
| § 128 HGB         | Haftung des Gesellschafters einer OHG oder einer Gesellschaft bürgerlichen Rechts          |
| § 161 Abs. 2 HGB  | Haftung des Komplementärs einer Kommanditgesellschaft                                      |
| § 171 ff. HGB     | Haftung des Kommanditisten einer Kommanditgesellschaft                                     |
| § 11 Abs. 2 GmbHG | Haftung des im Namen einer GmbH vor deren Eintragung ins Handelsregister Handelnden        |
| § 24 GmbHG        | Haftung des Gesellschafters einer GmbH für seine noch nicht geleistete Einlage             |
| § 41 AktG         | Haftung des im Namen einer AG vor deren Eintragung ins Handelsregister Handelnden          |
| § 43 GmbHG        | Haftung des Geschäftsführers                                                               |
| § 93 AktG         | Haftung der Vorstandsmitglieder                                                            |
| § 116 AktG        | Haftung der Aufsichtsratsmitglieder                                                        |
| § 34 GenG         | Haftung der Vorstandsmitglieder einer Genossenschaft                                       |
| § 60 InsO         | Haftung des Insolvenzverwalters                                                            |